# Szerzs Szargszján
Szerzs Szargszján (örményül: Սերժ Սարգսյան; Sztepanakert, 1954. június 30.) örmény politikus.  2008. április 9-étől 2018. április 9-ig az Örmény Köztársaság elnöke, 2007. április 4-től 2008. április 9-ig illetve 2018. április 17-től 2018. április 23-ig az ország miniszterelnöke volt. Napokig tartó ellenzéki tüntetés-sorozat következtében lemondott tisztségéről.

## Életpályája
A Hegyi-Karabah Köztársaságban született. 1971–1979 között a Jereváni Állami Egyetemen tanult, közben, 1972-től 1974-ig, két évet sorkatonaként szolgált. Az egyetem mellett a jereváni villamosgépgyárban lakatosként dolgozott.
2008. április 9-étől 2018. április 9-ig az Örmény Köztársaság elnöke, 2007. április 4-től 2008. április 9-ig illetve 2018. április 17-től 2018. április 23-ig az ország miniszterelnöke volt. Napokig tartó ellenzési tüntetés-sorozat következtében lemondott tisztségéről.

## Külső hivatkozások
- Örményország elnökének honlapja
- Életrajza az Örmény Köztársaság Párt honlapján